# La Celle (Cher)
La Celle település Franciaországban, Cher megyében. Lakosainak száma 329 fő (2022. január 1.). La Celle Bruère-Allichamps, Meillant, Saint-Amand-Montrond és Uzay-le-Venon községekkel határos.

## Népesség
A település népességének változása:
| Lakosok száma | 342  | 264  | 291  | 355  | 348  | 347  | 348  | 353  | 345  | 329  |
|               | 1968 | 1982 | 1990 | 2006 | 2013 | 2015 | 2017 | 2019 | 2020 | 2022 |